# Осколоновка
Осколоновка — село на Украине в составе Северодонецкого горсовета Луганской области. Расположено примерно в 7 км к востоку от села Боброво, окружено сосновыми лесами. Подчинено поселковому совету села Боброво.
Основано в 1730 году как хутор Осколоновка. В XIX веке земли и леса вблизи хутора принадлежали помещику Гордею Метёлкину. В 1958 году получает статус села. В 1980-х годах в селе проживало около 20 человек. По данным на 2006 год в селе проживало 23 человека.